# AMG-1040

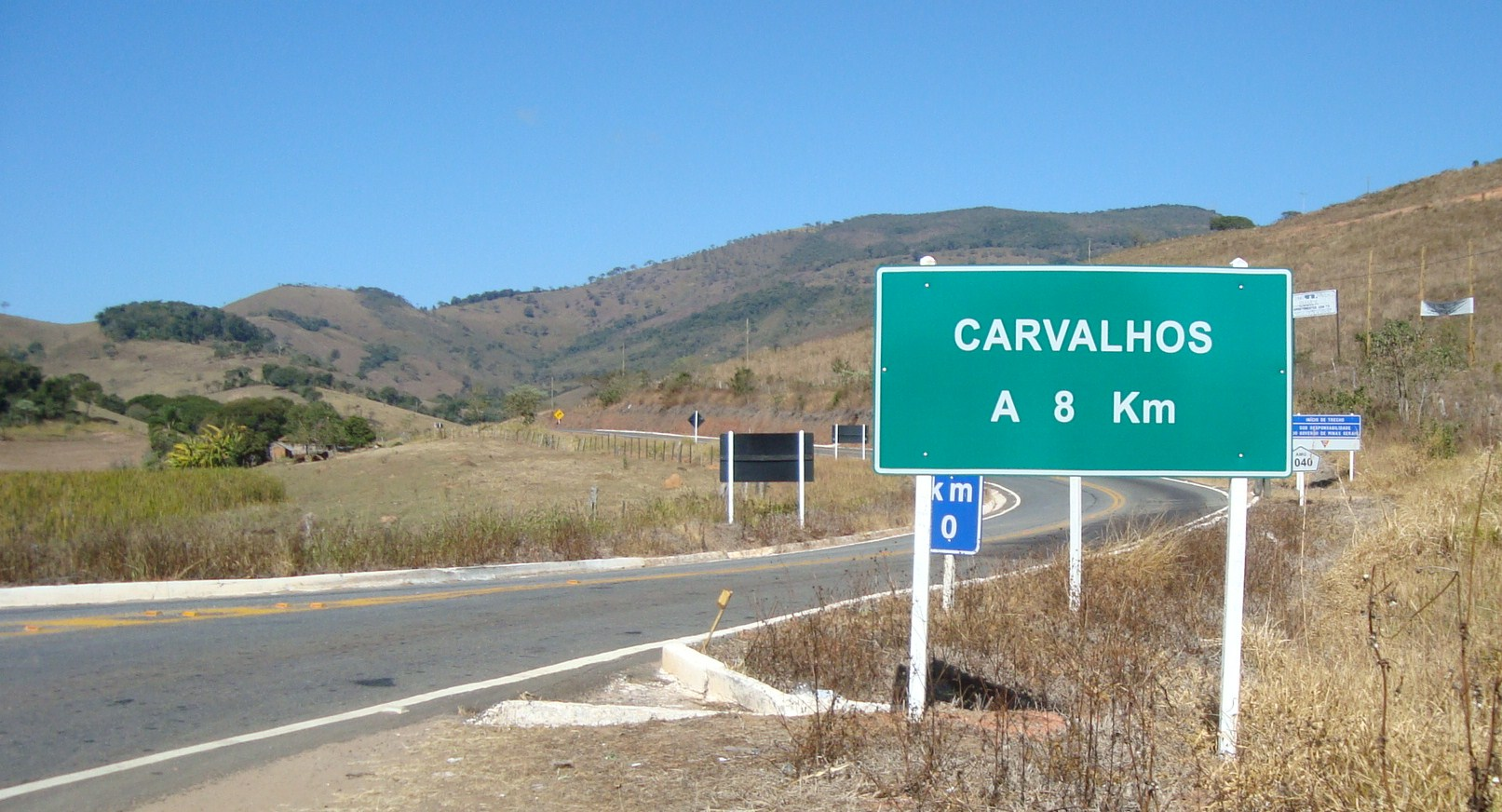
Trecho da rodovia AMG-1040 em Carvalhos, próximo ao entroncamento com a BR-267.

AMG-1040 é uma rodovia brasileira do estado de Minas Gerais, localizada no município de Carvalhos. A rodovia, que é pavimentada e tem 8 km de extensão, liga a BR-267 à sede do município.